# Króliczki Playboya
Króliczki Playboya (The Girls Next Door) – program typu reality show pokazujący życie wewnątrz Playboy Mansion Hugh Hefnera.

## Seria 1
| Numer odcinka | Odcinki                 | Data premiery w USA | Występujące gwiazdy |
| ------------- | ----------------------- | ------------------- | --- |
| 00            | Hef's World (Pilot)     |                     | Janett Munoz, Molly Walker |
| 01            | Meet the Girls          | 8/7/2005            | Mary O'Connor, Hank Fawcett, Val Tasso, Eileen Ruiz |
| 02            | The New Girls in Town   | 8/7/2005            | Audra Lynn, Sara Jean Underwood, Tiffany Fallon, Raquel Gibson |
| 03            | Happy Birthday, Kendra! | 8/14/2005           | Destiny Davis, Don "Magic" Juan, Jonathan Baker, Mary Wilkinson, Brian Olea, Colin Wilkinson, Patty Wilkinson. |
| 04            | What Happens in Vegas   | 8/21/2005           | Carmella Decesare, Jeff Garcia, Destiny Davis |
| 05            | Fight Night             | 8/28/2005           | Peyton Manning, Keith Hefner, Barbi Benton, Dianne Wiley, Sugar Ray Leonard, Marija Szarapowa, Matthew Perry, Anastasia Case, Michael Vartan, Verne Troyer, Ray Anthony, Alfonso Gomez Jr., Garry Shandling, Destiny Davis, Hank Fawcett, Phil Fondacaro, Dr. Diana Wiley |
| 06            | Operation Playmate      | 9/11/2005           | Destiny Davis, Kara Monaco, Audra Lynn, Anastasia Case, Hank Fawcett, Jillian Grace, Pat Lacey, Mary O'Connor, Brian Olea, Bryant, Norma Maister, Joey Sylvester |
| 07            | Just Shoot Me           | 9/25/2005           | Anastasia Case, Stephanie Morris |
| 08            | Midsummer Night's Dream | 10/2/2005           | Anastasia Case, FrazierArts.com Incorporated, Mark Frazier, Susan Frazier, Michael Frazier, Megan Frazier, Jonathan Baker |
| 09            | Under the Covers        | 10/23/2005          | Anastasia Case |
| 10            | Ghostbusted             | 10/30/2005          | |
| 11            | Grape Expectations      | 11/6/2005           | Anastasia Case |
| 12            | I'll Take Manhattan     | 11/13/2005          | Rita Cosby, Courtney Culkin, Christie Hefner, Pilar M. Lastra, Monica Leigh, Mary O'Connor, Brian O'Lare, Keith Hefner, Howard Stern, Robin Quivers, Tim Vincent, Barbara Walters                                                                                         |
| 13            | My Kind of Town         | 11/20/2005          | |
| 14            | Clue-less               | 11/27/2005          | |
| 15            | It's Vegas, Baby        | 12/4/2005           | Roberto Cavalli, Carmella Decesare, Jillian Grace, Sara Jean Underwood, Tiffany Fallon. |

## Seria 2
| Numer odcinka | Odcinki                    | Data premiery w USA | Występujące gwiazdy                      |
| ------------- | -------------------------- | ------------------- | ---------------------------------------- |
| 01            | Here's Looking at You, Hef | 7/30/2006           | Jonathan Baker                           |
| 02            | Career Dazed               | 8/6/2006            |                                          |
| 03            | 80 Is The New 40           | 8/6/2006            | Paris Hilton, Donald Trump, Ivanka Trump |
| 04            | Mutiny on the Booty        | 8/13/2006           |                                          |
| 05            | San Diego or Bust          | 8/20/2006           |                                          |
| 06            | Heavy Petting              | 9/03/2006           |                                          |
| 07            | Sleepwear Optional         | 9/10/2006           | Kara Monaco, Monica Leigh                |
| 08            | I See London, I See France | 9/17/2006           |                                          |
| 09            | When in Rome               | 9/24/2006           |                                          |
| 10            | Baby Talk                  | 10/1/2006           | Jonathan Baker                           |
| 11            | The 21 Club                | 10/8/2006           |                                          |
| 12            | Girls Will Be Ghouls       | 10/15/2006          |                                          |
| 13            | The Age of Aquarium        | 10/29/2006          |                                          |
| 14            | Rabbit Season              | 11/05/2006          |                                          |
| 15            | We Can Work It Out         | 11/12/2006          | Hector Echavarria                        |
| 16            | Playboys After Dark        | 11/19/2006          |                                          |

## Seria 3
| Numer odcinka | Odcinki                                          | Data premiery w USA | Występujące gwiazdy                                               |
| ------------- | ------------------------------------------------ | ------------------- | ----------------------------------------------------------------- |
| 01            | Snow Place Like Home                             | 3/04/2007           | Jonathan Baker                                                    |
| 02            | Let Them Eat Birthday Cake                       | 3/11/2007           | Sara Jean Underwood, Monica Leigh, Tiffany Fallon, Cristal Camden |
| 03            | May The Horse Be With You                        | 3/18/2007           |                                                                   |
| 04            | My Bare Lady                                     | 4/1/2007            | Tamara Sky                                                        |
| 05            | Calendar Girls                                   | 4/8/2007            |                                                                   |
| 06            | Snowboarded                                      | 4/15/2007           | Shaun White, Jonathan Baker                                       |
| 07            | Hearts Afire                                     | 4/22/2007           |                                                                   |
| 08            | P.M.O.Y. Not?                                    | 5/6/2007            | Sara Jean Underwood, Janine Habeck                                |
| 09            | Family Affairs                                   | 5/13/2007           |                                                                   |
| 10            | Home, Sweet Suite                                | 5/20/2007           |                                                                   |
| Special       | Bedtime Stories: The Best of the Girls Next Door | 5/28/2007           | Special Hour-long clip show                                       |
| 11            | Training Dazed                                   | 8/12/2007           |                                                                   |
| 12            | Dangerous Curves                                 | 8/19/2007           |                                                                   |
| 13            | Surely, You Joust                                | 8/26/2007           |                                                                   |
| 14            | Guess Who's Coming to Luncheon?                  | 9/2/2007            | Barbi Benton                                                      |

## Seria 4
| Numer odcinka | Odcinki                                 | Data premiery w USA | Występujące gwiazdy |
| ------------- | --------------------------------------- | ------------------- | --- |
| 01            | Patriot Dames                           | 12/09/2007          | Sara Jean Underwood, Mary O'Connor, Victoria Fuller, Jonathan Barker, Anastasia Case, Eddie Sandmeier, Keith Hefner, Cristal Camden |
| 02            | Heavy Lifting                           | 12/16/2007          | Patty Wilkinson |
| 03            | Half-Baked Alaska                       | 12/23/2007          | |
| 04            | Unveilings                              | 12/30/2007          | Paris Hilton |
| 05            | There's Something About Mary O'Connor   | 1/6/2008            | Victoria Fuller, Mary O'Connor |
| 06            | The Full Monte Carlo                    | 1/13/2008           | Albert II, Prince of Monaco, Chad Michael Murray                                                                                    |
| 07            | Every Day is Wednesday                  | 1/20/2008           | Karen McDougal |
| 08            | Go West, Young Girl                     | 1/27/2008           | |
| 09            | Jamaican Me Crazy                       | 2/10/2008           | |
| 10            | Wedding Belles                          | 2/17/2008           | |
| 11            | It's My Party And I'll Die If I Want To | 2/18/2008           | Barbi Benton |
| 12            | Surf's Up                               | 3/2/2008            | Kelly Slater |